# Seaton Ross
Seaton Ross is een civil parish in het bestuurlijke gebied East Riding of Yorkshire, in het Engelse graafschap East Riding of Yorkshire met 565 inwoners.